# باولو برانكو
باولو برانكو (بالبرتغالية: Paulo Branco) (و. 1950 – م) هو ممثل، ومنتج أفلام من البرتغال . ولد في لشبونة .

## روابط خارجية
- باولو برانكو على موقع IMDb (الإنجليزية)
- باولو برانكو على موقع قاعدة بيانات الأفلام العربية
- باولو برانكو على موقع ألو سيني (الفرنسية)
- باولو برانكو على موقع أول موفي (الإنجليزية)
- باولو برانكو على موقع قاعدة بيانات الأفلام السويدية (السويدية)
- باولو برانكو على موقع قاعدة بيانات الفيلم (الإنجليزية)
- باولو برانكو على موقع كينوبويسك (الروسية)